# HTC Advantage X7500

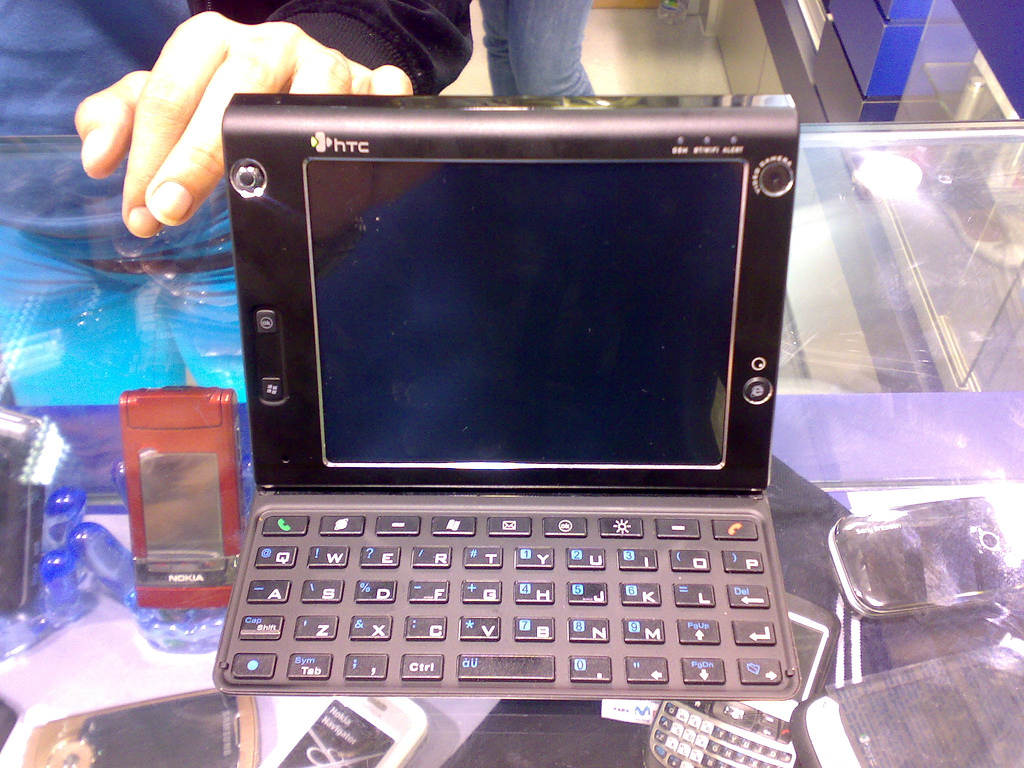
HTC Advantage X7500 (HTC Athena)

El HTC Advantage X7500 o HTC Athena es un teléfono-PDA Phone edition creado por  HTC Corporation (anteriormente High Tech Computer Corporation), y con el sistema operativo Windows Mobile 6.1.

## Características
| Sistema Operativo | Microsoft Windows Mobile 5.0 Pocket PC Phone Edition (WM06 en breve, actualizando la ROM) |
| TAMAÑO            | 133'5mm x 97'7mm x 16mm (20mm con tapa), 359gr. |
| Procesador        | Intel Bulverde PXA270 624 MHz ATI technologies graphic chip W2284 Qualcomm MSM6275 225 MHz Chip/Procesador de teléfono |
| Memoria           | ROM: 256 MB, RAM: 128 MB SDRAM, HDD: microdrive de 8 GB con sensor antichoque |
| Pantalla          | 5", LED-backlight TFT LCD táctil, VGA(640x480) |
| Cámara            | Principal: 3.0 MPx con Auto-Focus vídeo VGA y flash LED Secundaria: VGA CMOS para videollamada |
| Conectividad      | GPRS/EDGE/UMTS/HSDPA USB 2.0 Bluetooth 2.0 con A2DP WiFi IEEE 802.11b/g GPS integrado Sirf-III 3V USIM/SIM card miniSDHC slot para hasta 32GB (cuando se pongan a la venta) Salida de TV                                         |
| Interfaz          | Stick de control de navegación de 5 direcciones HTC VueFlo (sensor de movimiento para scroll en documentos y otras aplicaciones) Teclado magnético QWERTY completo magnético (también sirve como tapa para proteger la pantalla) |
| Batería           | Lithium-Ion Polymer de 2200mAh (unas 8 horas de uso) |
| Aplicaciones      | UMTS/MMS/EMS Java Lector de PDF Internet explorer Windows Media Player TOMTOM Navigator 6 |